# 리처드 다이서트

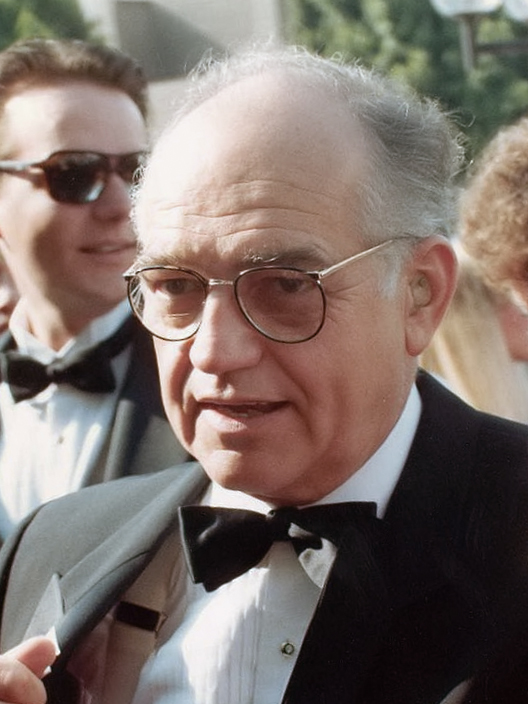
1988년 모습

리처드 다이사트(Richard Dysart, 영어 발음: /ˈdaɪsɑːrt/, 본명: 리처드 앨런 다이사트, Richard Allen Dysart, 1929년 3월 30일 ~ 2015년 4월 5일)는 미국의 배우이다. 텔레비전 시리즈 《L.A. 로》(1986-94)에서 릴런드 매킨지 역을 맡은 것으로 잘 알려져 있으며 이를 통해 프라임타임 에미상을 수상했다. 조연으로 출연한 저명한 영화로는 《찬스》(1979), 《괴물》(1982), 《마스크》(1985), 《페일 라이더》(1985), 《월 스트리트》(1987) 등이 있다.

## 출연 작품

### 영화
- 종합병원 (1971)
- 힌덴버그 (1975)
- 지구의 대참사 (1979)
- 찬스 (1979)
- 괴물 (1982)
- 위험한 장난 (1985)
- 마스크 (1985)
- 페일 라이더 (1985)
- 천공의 성 라퓨타 (1986) - 애니메이션 영어 더빙
- 월 스트리트 (1987)
- 백 투 더 퓨처 3 (1990)
- 트루먼 (1995)
- 하드 레인 (1998)

### 텔레비전
- 올 인 더 패밀리 (1972)
- L.A. 로 (1986-94)